# Piątek, trzynastego VII: Nowa krew
Piątek, trzynastego VII: Nowa krew (ang. Friday the 13th Part VII: The New Blood) – amerykański filmowy horror (slasher) z 1988 roku w reżyserii Johna Carla Buechlera.
Już w dwa dni po premierze kinowej (która miała miejsce w drugim kwartale 1988 roku), film ponad dwukrotnie zwrócił koszty produkcji, stając się jednym z wstępnie pozytywniej przyjętych filmów z serii Piątek, trzynastego. Przez zatwardziałych fanów cyklu Nowa krew nazywana jest Jason kontra Carrie, ponieważ główna bohaterka, grana przez Lar Park-Lincoln, podobnie jak tytułowa postać z filmu Briana De Palmy, obdarzona jest zdolnościami telekinetycznymi.

## Fabuła
Siedmioletnia rezydentka Crystal Lake, Tina Shepard (Jennifer Banko), była świadkiem, jak jej nadużywający alkoholu ojciec znęcał się nad matką. W przypływie negatywnych emocji, uwolnione zdolności telekinetyczne dziewczyny doprowadziły do zawalenia się podestu, na którym stał ojciec Tiny, a w rezultacie jego utonięcia w jeziorze.
Od śmierci pana Shepard minęło dziewięć lat. Tina (Lar Park-Lincoln), tkwiąca w silnej traumie, wciąż obwinia się o wydarzenia sprzed dekady. Matka dziewczyny, Amanda Shepard (Susan Blu), zabiera ją do rodzinnej, opuszczonej rezydencji, wraz z psychiatrą dr. Crewsem (Terry Kiser), którego w rzeczywistości ponad stan psychiczny nastolatki interesują jej nadzwyczajne umiejętności. Wieczorem zdolności Tiny przypadkiem przyczyniają się do uwolnienia Jasona Voorheesa (Kane Hodder), osadzonego przez bohatera poprzedniej części filmu Tommy’ego Jarvisa na dnie jeziora. Psychopata wydostaje się z jeziora, pozostawiając w Tinie wrażenie, że zmartwychwstałym jest jej ojciec. Tina mdleje, a gdy powraca do przytomności opowiada matce i psychiatrze o „mężczyźnie z jeziora”. Dom Shepardów odwiedza nastoletni Nick (Kevin Spirtas), który osiedlił się w sąsiedztwie wraz z przyjaciółmi, by w wynajętym domku urządzić przyjęcie urodzinowe dla przyjaciela, Michaela (William Butler). Niestety, solenizant i jego dziewczyna Jane (Staci Greason), zostają zabici w drodze we wskazane miejsce. Podczas imprezy, Tina doświadcza wizji, w której widzi Jasona brutalnie mordującego wspomnianego przez Nicka Michaela. Powraca do domu, jednak Crews nazywa jej doświadczenie złudą. Tymczasem w lesie para biwakowiczów, Judy (Debora Kessler) i Dan (Michael Schroeder), ginie z rąk Jasona.
Następnego wieczoru, po nieudanej sesji z Crewsem, Tina omal nie doprowadza do okaleczenia doktora. Tina opowiada Nickowi o swojej wczorajszej wizji i wyjaśnia mu, że Michael nie żyje. Jason zaczyna tymczasem mordować obecnych nad Crystal Lake, a jego ofiarami kolejno padają dr. Crews, Amanda Shepard, a także przyjaciele Nicka – bogaty i zadufany w sobie Russell (Larry Cox), jego materialistyczna dziewczyna Sandra (Heidi Kozak), zakompleksiona Maddy (Diana Barrows), Ben (Craig Thomas), jego dziewczyna Kate (Diane Almeida), pewny siebie David (Jon Renfield), cyniczny Eddie (Jeff Bennett), atrakcyjna Robin (Elizabeth Kaitan), a na końcu bezwzględna i lubiąca manipulować innymi Melissa (Susan Jennifer Sullivan). Jedyni pozostali przy życiu, Nick i Tina, stawiają czoła zamaskowanemu psychopacie. Po długiej i wyczerpującej walce z szaleńcem, umiejętności Tiny przywracają do życia pana Sheparda, który wynurza się z jeziora i wciąga do niego Jasona, ratując życie córki.
Film kończy się sekwencją, w której Nick i Tina, wycieńczeni ubiegłonocną walką, zostają przewiezieni do szpitala i dowiadują się, że Jason nie żyje, oraz pozostawia błędne wrażenie, że psychopata już nigdy nie wróci. Wrażenie o tyle błędne, że już tuż przed napisami końcowymi, dryfujący po Crystal Lake mieszkający w okolicach rybak zostaje wyciągnięty ze swojej łodzi przez Jasona i porwany do otchłani jeziora...

## Bohaterowie
- Tina Shepard – główna bohaterka filmu oraz filmowa „final girl”, luźno nawiązująca do postaci Carrie White, stworzonej przez Stephena Kinga. Postać sfrustrowana i mentalnie zagubiona. Posiada zdolność telekinezy, która, gdy Tina jest dzieckiem, doprowadza do tragedii – przez jej nadużycie ginie ojciec dziewczyny. Jako nastolatka Shepard powraca nad Crystal Lake – w miejsce, gdzie przed laty doszło do traumatycznego zajścia, gdzie ona i jej rodzina regularnie przyjeżdżała na wczasy do letniskowego domku. Tam ma poddać się terapiom psychiatrycznym prowadzonym przez doktora Crewsa. Przypadkiem uwalniając psychopatę Jasona Voorheesa z jego wodnego grobu, Tina staje się współwinna popełnionym przez niego wkrótce mordom. Ostatecznie udaje jej się pokonać Jasona i jako jedna z zaledwie dwóch osób uchodzi z życiem z urządzonej przez niego masakry.

- Nick – główny męski bohater pozytywny, wyrazisty i istotny dla ogółu filmu. Przystojny, wysoki brunet, który wychował się w Pittsburghu. Ponieważ obracał się w szemranym towarzystwie, ojciec wyrzucił go z domu. Gdy zjawia się nad jeziorem Crystal, próbuje uporządkować swoje życie. Celem przyjazdu Nicka w zaciszne, leśne okolice jest impreza urodzinowa jego kuzyna Michaela.
- Doktor Crews – bohater drugoplanowy, psychiatra. Jest postacią negatywną, bowiem wysoce dwulicową. Nad jeziorem Crystal nie zjawia się ze szczerej chęci pomocy psychicznie zagubionej Tinie Shepard, tylko z powodu własnej, lekarskiej fascynacji jej zdolnościami telekinetycznymi, które chce wykorzystać dla rozwoju własnej kariery. Przyczynia się również do śmierci matki Tiny, używając jej jako żywej tarczy, by zasłonić się przed atakiem Jasona Voorheesa. Jednak krótko po tym sam zostaje zabity przez Jasona.
- Melissa – negatywna bohaterka filmu. Jest jedną z nastoletnich uczestniczek przyjęcia zorganizowanego nad Crystal Lake z okazji urodzin Michaela. Jest wyrachowana, do konsekwentnie postawionego celu zmierza po trupach, a by osiągnąć to, czego pragnie, zdolna jest manipulować ludźmi. Negatywne cechy Melissy obracają się przeciw niej – proszona o pozostanie w bezpiecznym miejscu, próbuje je opuścić, stając się niemal natychmiastowo ofiarą Jasona Voorheesa.

- Amanda Shepard – troskliwa i czuła matka Tiny, która za wszelką cenę stara się dopomóc córce odzyskać stabilność psychiczną. Przed laty była bita przez męża-alkoholika. Zostaje zabita przez Jasona Voorheesa gdy doktor Crews, w celu zasłonienia się przed atakiem Jasona, użył jej jako żywej tarczy.
- Jason Voorhees – główny męski bohater negatywny. Psychopatyczny morderca, który, powróciwszy do życia, ma na celu wyłącznie zaspokajanie swoich zbrodniczych intencji.

- Robin – temperamentna, rudowłosa uczestniczka przyjęcia urodzinowego. Przyjaciółka Maddy, a następnie kochanka Davida. Pada jedną z ostatnich ofiar psychopatycznego Jasona Voorheesa.
- Eddie – najbardziej ekscentryczny z przybyłych nad Crystal Lake nastolatków. Posiada aspiracje pisarskie, a tworzy utwory fantastycznonaukowe. Zostaje perfidnie wykorzystany przez Melissę, która uwodzi go, chcąc wzbudzić w pożądanym przez siebie Nicku zazdrość. Ginie od maczety Jasona Voorheesa.
- Maddy – najbardziej niepozorna i nieśmiała z żeńskich członkiń imprezy urodzinowej. Początkowo nieatrakcyjna, przemienia się w wampa, by uwieść Davida; ten jednak przejawia zainteresowanie przyjaciółką Maddy, Robin. Gdy odcina się od grupy, zostaje zamordowana przez Voorheesa.

- David – bohater drugoplanowy, niestroniący od używek wszelkiego rodzaju. Obiekt fascynacji Maddy i Robin, ostatecznie staje się kochankiem drugiej z dziewcząt, ku dezaprobacie pierwszej. Pada ofiarą Jasona Voorheesa, gdy wybiera się po przekąskę.
- Russell – najbogatszy uczestnik imprezy. Letniskowy domek, w którym odbywa się przyjęcie należy do jego wuja. Snob i „sztywniak”, chłopak Sandry. Pada ofiarą Voorheesa nad jeziorem Crystal.
- Sandra – materialistyczna dziewczyna Russella, bliższa przyjaciółka Melissy. Ginie po odkryciu zwłok swojego chłopaka, prawdopodobnie tonie, wciągnięta do wody przez Voorheesa.
- Kate – jedna z przybyłych nad Crystal Lake nastolatek, czarnoskóra dziewczyna Bena. Dziewiąta ofiara Jasona Voorheesa.
- Ben – czarnoskóry chłopak Kate i ósma ofiara Jasona Voorheesa. Jego zachowanie jest powodem kłótni z dziewczyną.
- Michael – postać drugoplanowa o mniejszym znaczeniu. Kuzyn Nicka. Z okazji jego urodzin nad Crystal Lake odbywa się przyjęcie. Ostatecznie Michaelowi i jego dziewczynie Jane nie udaje się dotrzeć na miejsce, na swojej drodze napotykają bowiem szaleńczego Jasona Voorheesa. Michael jest także elementem krwawej wizji Tiny Shepard, po której dziewczyna zdaje sobie sprawę, że nad jeziorem Crystal dzieją się niepokojące rzeczy.
- Jane – dziewczyna Michaela, która zataja przed nim fakt organizowanej imprezy. Gdy psuje się auto, którym usiłuje dotrzeć nad Crystal Lake, wraz z Michaelem zmuszona jest spędzić noc w lesie. Tam też pada pierwszą filmową ofiarą Jasona Voorheesa.
- Judy i Dan – bohaterowie epizodyczni, młoda para kochanków spędzająca noc pod namiotami, zabita przez Voorheesa.

## Obsada

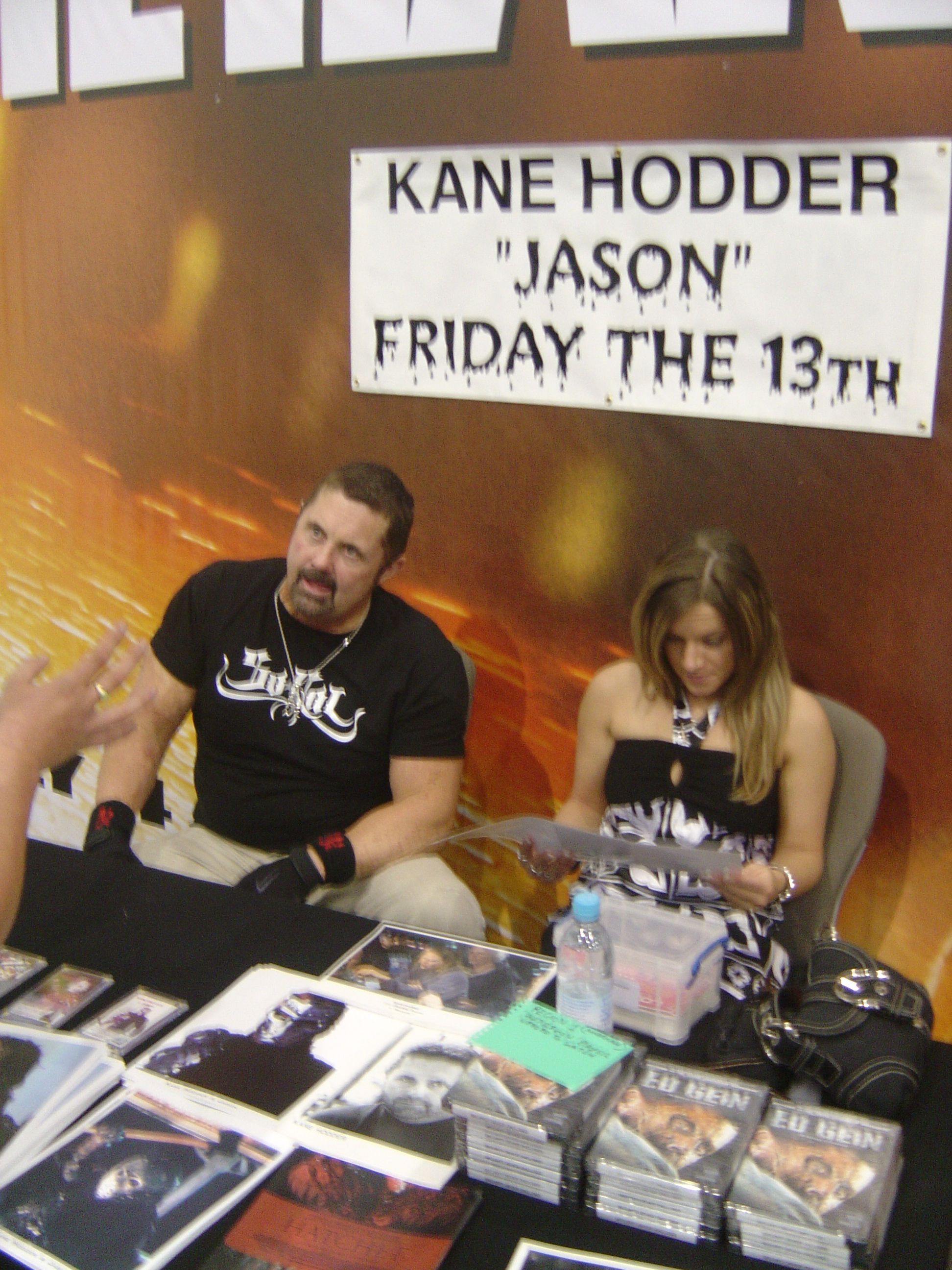
Nowa krew była pierwszym segmentem serii Piątek, trzynastego, w którym rolę Jasona Voorheesa odegrał Kane Hodder (na zdj., z lewej). Aktor wcielił się w tę postać w trzech kolejnych elementach cyklu.

| Rola                      | Aktor                   |
| ------------------------- | ----------------------- |
| Tina Shepard              | Lar Park-Lincoln        |
| Tina Shepard jako dziecko | Jennifer Banko          |
| Nick                      | Kevin Spirtas           |
| Melissa                   | Susan Jennifer Sullivan |
| dr. Crews                 | Terry Kiser             |
| Amanda Shepard            | Susan Blu               |
| Jason Voorhees            | Kane Hodder             |
| Robin                     | Elizabeth Kaitan        |
| Eddie                     | Jeff Bennett            |
| David                     | Jon Renfield            |
| Russell                   | Larry Cox               |
| Sandra                    | Heidi Kozak             |
| Maddy                     | Diana Barrows           |
| Jane                      | Staci Greason           |
| Michael                   | William Butler          |
| Dan                       | Michael Schroeder       |
| Judy                      | Debora Kessler          |
| Kate                      | Diane Almeida           |
| Ben                       | Craig Thomas            |

## Morderstwa popełnione w filmie
Morderstwa popełnione przez Tinę Shepard:
- 1. John Shepard – utonięcie w Crystal Lake

Morderstwa popełnione przez Jasona Voorheesa:
- 1. Jane – śledź namiotowy wbity w szyję, przybita do drzewa
- 2. Michael – śledź namiotowy wbity w plecy
- 3. Dan – przebity dłonią Jasona, połamany kark
- 4. Judy – połamana przez uderzenie jej ciałem w drzewo
- 5. Russell – szyja przecięta maczetą
- 6. Sandra – wciągnięta pod wodę, utopiona
- 7. Maddy – kosa wbita w szyję
- 8. Ben – zmiażdżona głowa
- 9. Kate – imprezowy klakson wbity w oko
- 10. David – zadźgany rzeźniczym tasakiem w brzuch
- 11. Eddie – uderzony maczetą w gardło
- 12. Robin – wyrzucona przez okno
- 13. Amanda Shepard – zamordowana włócznią
- 14. Doktor Crews – zamordowany kosą spalinową
- 15. Melissa – siekiera wbita w głowę

## Wydanie filmu
Wydanie filmu sprawiało kłopoty, m.in. ze względu na brutalność poszczególnych scen. Organizacja MPAA początkowo przyznała filmowi kategorię „X” − najcięższą według swojego systemu oceny, twórcy ubiegali się jednak o restrykcję „R”, która była przypisywana wszystkim poprzednim elementom serii Piątek, trzynastego. Ponadto reżyser, John Carl Buechler, początkowo chciał nakręcić swój film wedle zupełnie innej wizji artystycznej, na którą składało się odmienne do powstałego zakończenie oraz rozbudowanie scen eksterminacji bohaterów. Na pomysły Buechlera nie przystanęła wytwórnia Paramount Pictures, a projekt powstał według jej zastrzeżeń, co de facto nie spodobało się wielu fanom serii (głosy krytyki dezaprobują przede wszystkim zakończenie Nowej krwi).
Sceny niewykorzystane w ogólnodostępnej wersji filmu załączono jako bonus dla wydania krążącego pod nazwą „Deluxe Edition”. Są to sceny, które znaleziono na wydaniu VHS filmu, oficjalnie zniszczone przez Paramount w roku 1991.

## Opinie
Albert Nowicki (His Name is Death) pisał: „Piątek, trzynastego VII: Nowa krew, pomimo namacalnej tandety, nie uwłacza upodobaniom horror-buffów. Przynajmniej tych prawdziwych, których nie zażenuje byle film klasy 'B'. Struktura fabularna (Jason mierzy się z quasi-kingowską bohaterką) sprawia, że nikogo sequel Buechlera nie znudzi. (...) Film jest efektowny, czaruje prostotą.”.

## Box Office
| Świat | US$ 19,170,001 |